# Ming-Na
Ming-Na Wen (chinês: 温明娜, pinyin: Wēn Míng-Nà) (20 de novembro de 1963) é uma atriz sino-americana.
Ela foi creditada, em suas atuações, com e sem o seu sobrenome, mas a maioria dos créditos desde 1990 esteve sem sobrenome.  
Ela é bem conhecida por ser a voz de Fa Mulan nos filmes Mulan e Mulan II e da série de vídeo games Kingdom Hearts, e como Dra. Jing-Mei "Deb" Chen no drama médico ER da NBC.
Ela também apareceu em quatro episódios da comédia, Two and a Half Men, como a juíza divorciada Linda Harris, um dos interesses românticos de Charlie Harper. A atriz voltou à televisão em outubro de 2009, como a personagem Camile Wray em Stargate Universe.
Entre os papeis notáveis no cinema podem ser creditados June Woo de Clube da boa sorte e da felicidade, Chun-li em Street Fighter. Em 2012, Ming-Na foi uma das protagonistas do filme original Syfy Super Ciclone, um filme de ficção científica que mostra uma tempestade se aproximando da costa oeste americana e ameaçando destruir tudo por sua volta. 
Atualmente é parte do elenco da série Marvel's Agents of S.H.I.E.L.D.

## Vida Pessoal
Ming-Na nasceu na ilha de Coloane, Macau, território então Português (devolvido à China em 1999). O seu nome em chinês significa iluminação.
A sua mãe Lin Chan Wen se divorciou do seu pai quando Ming-Na era apenas um bebê. Ela tem um irmão mais velho chamado Jonathan. Após o divórcio, mudaram para Hong Kong, onde a sua mãe se tornou uma enfermeira. Então a sua mãe conheceu o futuro marido Soo Lim Yee, um empresário sino-americano. Eles logo se casaram e, quando Ming-Na tinha 4 anos de idade, se mudaram para o Queens, em Nova York. Cinco anos mais tarde, mudaram-se para Pittsburgh, cidade natal de Yee, onde a sua família dirige o restaurante Chinatown Inn. Jonathan e o seu meio-irmão, Leong, agora gerenciam este restaurante.
Lutando para se ajustar na escola secundária, Mt. Lebanon no subúrbio de Pittsburgh, ela mudou o seu nome para Maggie & Doris. Ela encontrou a paixão pela atuação ao aparecer em uma peça da terceira classe na Páscoa, onde ela interpretou o "coelho klutzy". A sua mãe não estava animada sobre o seu desejo de atuar, ela preferia que ela se graduasse em medicina. No entanto, Ming-Na formou-se na Carnegie Mellon University com uma licenciatura em teatro com o título de Bacharelada em Belas Artes em Drama, a mesma Universidade que o produtor de "ER", John Wells, frequentou.
Ela conseguiu o seu primeiro emprego atuando em 1988 na novela "As the World Turns" (1956). Ela se casou com o escritor de filme americano Kirk Aanes em 1990, mas eles se divorciaram em 1993.
A sua grande chance veio quando ela foi lançada em O Clube da Felicidade e da Sorte (1993). Quando ela precisou de um parceiro para a estreia do filme, o seu instrutor de atuação enviou um dos seus alunos, Eric Michael Zee. Os dois começaram a namorar em 1994, depois Ming-Na mudou-se definitivamente para Los Angeles, se casaram em 16 de junho de 1995 e tiveram dois filhos, Michaela e Cooper Dominic.
Ming-Na abandonou o seu sobrenome, Wen, na época. Ela diz que agora é como Ann-Margret.
Zee é um roteirista e, com Ming-Na, gerencia o At Last, uma banda de meninos da Ásia.
Desde 2007, ela e a sua família vivem na pequena cidade de Calabasas, que possui 35 km² e aproximadamente 23 mil habitantes, na Califórnia.

## Carreira
O papel mais conhecido da Ming-Na é a da médica Dra.Jing-Mei "Deb" Chen em ER. Ela primeiro atuou como convidada na 1ª temporada. Cinco anos depois, ela foi convidada de novo, como personagem regular durante a 6ª temporada e continuou no seriado até a sua 11ª temporada.
Ming-Na estrelou a versão cinematográfica do romance de Amy Tan, The Joy Luck Club, e fez Chun-Li em Street Fighter.
Ela apareceu como convidada na comédia The Single Guy atuando ao lado de Jonathan Silverman.
Ming-Na emprestou a sua voz para personagem Fa Mulan, no filme de animação da Disney, Mulan, e a sua sequência Mulan II, como também reprisou o seu papel no videogame da Square Enix/Disney - Kingdom Hearts II, Aki Ross no filme de animação computadorizada Final Fantasy: The Spirits Within, e a detetive Ellen Yin nas séries animadas The Batman. Ela também é a atriz que dá a voz para Jade, um personagem secundário na série de animação da HBO, Spawn.
No ano de 2004, ela participou do Hollywood Home Game on the World Poker Tour, e ganhou.
Em setembro de 2005, ela estrelou o seriado drama da NBC Inconceivable como a personagem principal, Rachel Lu. Porém, a exibição do seriado foi cancelada (depois de 2 episódios, mesmo tendo a 1ª temporada 10 episódios já gravados) possivelmente por se tratar de assuntos delicados, como a reprodução assistida e das relações pessoais entre os médicos.
O próximo papel na TV foi de uma agente do FBI na FOX no seriado dramático Vanished, que estreou no outono de 2006 e foi cancelado 3 meses depois.
Ela também fez um pequeno papel como uma professora de universidade em George Lopez, seriado da TV.
Entre os dia 8 de outubro a 29 de outubro de 2007, Ming-Na (como "Ming Wen") apareceu em quatro episódios no seriado da CBS, Two and a Half Men, fazendo o interesse amoroso de Charlie Haper, uma juíza divorciada de 40 anos, Linda Harris, com a idade próxima a dele.
Em 2008 de novembro, ela fez uma participação em séries como Private Practice e Boston Legal.
Nos dira 5 e 6 de dezembro de 2008, Ming-Na estrelou em uma produção beneficente do musical Grease com "Stuttering" John Melendez no Class Act Theatre.
Ming-Na foi escalada para a série Stargate Universe como a diplomata política Camille Wray.
De 2013 a 2020, Ming-Na estrelou em Marvel Agents os S.H.I.E.L.D como a agente Melinda May. Na série, May é perita em combate e espionagem, piloto e especialista em artes marciais. A série foi transmitida pelo canal americano ABC, e no Brasil pelo Canal Fox e pela Globo.

## Reconhecimento
É uma das 100 Mulheres da lista da BBC de 2021.

## Filmografia
| Ano       | Personagem              | Título                            | Notas                 |
| 1992      | "Uudie" Prisoner        | Rain Without Thunder              |                       |
| 1993      | Jing-Mei "June" Woo     | The Joy Luck Club                 | Filme                 |
| 1994      | Han                     | Terminal Voyage                   | Filme                 |
| 1994      | Katie Chun              | Hong Kong 97                      |                       |
| 1994      | Chun-Li Zang            | Street Fighter                    | Filme                 |
| 1997      | Mimi Carlyle            | One Night Stand                   |                       |
| 1998      | Gorgeous                | 12 Bucks                          |                       |
| 1998      | Fa Mulan                | Mulan                             | Voz                   |
| 1999      | Jade/Lisa Wu            | Spawn 3: Ultimate Battle          | Voz                   |
| 2001      | Dr. Aki Ross            | Aki's Dream                       | Voz                   |
| 2001      | Dr.Aki Ross             | Final Fantasy: The Spirits Within | Voz                   |
| 2002      | Mei-Ling                | A Ribbon of Dreams                | Voz                   |
| 2002      | Katy Woo                | Teddy Bears' Picnic               |                       |
| 2003      |                         | The Bronx Bunny Show s1 e1        | Talkshow              |
| 2004      | Woman                   | Perfection                        |                       |
| 2004      | Mike's Super Short Show |                                   |                       |
| 2004      | Fa Mulan                | Mulan II                          | Voz                   |
| 2004      | Ellen Yin               | The Batman                        | Voz                   |
| 2004      | Dr. Jing-Mei "Deb" Chen | ER: Plantão Médico                | Série                 |
| 2005      | Fa Mulan                | The World of Mulan                | Voz                   |
| 2006      | Fa Mulan                | Kingdom Hearts II                 | Voz                   |
| 2008      | Dr. Elisha Crowe        | Prom Night                        |                       |
| 2008      | Ming Wang Shu           | Boston Legal                      | Convidada             |
| 2008      | Kara                    | Private Practice                  | Convidada             |
| 2009      | Emily Hu                | Push                              | Supporting Actress    |
| 2009      | Camille Wray            | Stargate Universe                 | Supporting Actress    |
| 2013-2020 | Melinda May             | Agents of S.H.I.E.L.D.            | Série                 |
| 2019      | Tanya Keys              | Mao Mao: Heroes of Pure Heart     | Voz                   |
| 2019      | Fennec Shand            | The Mandalorian                   | Série                 |
| 2020      | Participação            | Mulan                             |                       |
| 2022      | Dr. Carol Lee           | Young Sheldon                     | Participação Especial |
| 2022      | Fennec Shand            | The Book of Boba Fett             | Série                 |